# Dean Lowry
Dean Vincent Lowry (Rockford, Illinois, 9 de junio de 1994) más conocido como Dean Lowry, es un jugador profesional estadounidense de fútbol americano que se desempeña en la posición de defensive end en Minnesota Vikings, equipo de la National Football League (NFL).

## Carrera
Fue seleccionado en la tercera ronda en la Reunión Anual de Selección de Jugadores de la NFL de 2016. Hizo su debut profesional con el equipo Green Bay Packers, en el cual jugó siete temporadas (2016-2023), luego pasó a Minnesota Vikings, donde lleva jugando una temporada.